# Ibrahim Temo
Ibrahim Starova vel Ibrahim Temo vel Ibrahim Bërzeshta (ur. 22 marca 1865 w Strudze, zm. 5 sierpnia 1945 w Konstancy) – rumuńsko-turecki lekarz i publicysta pochodzenia albańskiego, współzałożyciel młodotureckiej organizacji Komitet Jedności i Postępu.

## Życiorys
W 1889 r. jako student Uniwersytetu Stambulskiego wraz z İshakiem Sükutim, Mehmedem Reşidą i Abdullahem Cevdetem założyli Komitet Jedności i Postępu – założoną na wzór włoskich karbonariuszy tajną organizację walczącą z panującym wówczas w Imperium Osmańskim absolutyzmem. Latem tego roku został aresztowany w Ochrydzie za antypaństwową działalność i przewieziony do Stambułu, jednak został wkrótce zwolniony z więzienia.
W 1893 r. ukończył studia na Uniwersytecie Stambulskim i rozpoczął pracę okulisty w miejscowym szpitalu wojskowym. Był ponownie aresztowany w tym i w 1895 r., jednak był po kilku dniach zwalniany z aresztu, ponieważ nie dało się udowodnić mu powiązań z Komitetem Jedności i Postępu. Został później wysłany do Anatolii, gdzie pracował jako lekarz wojskowy.

### Działalność w Rumunii
W obawie o swoje życie, Ibrahim Temo w 1895 r. uciekł do Rumunii, początkowo do Konstancy, a następnie do Bukaresztu, gdzie był działaczem mniejszości albańskiej w Rumunii. Następnie osiadł w zamieszkanej głównie przez Turków i Tatarów Medgidii, gdzie angażował się w ruchy młodotureckie i wciąż utrzymywał kontakty z Komitetem Jedności i Postępu.
W 1902 r. wysłał memorandum do sułtana Abdülhamida II i wielkich mocarstw, domagając się otwarcia albańskich szkół oraz autonomii dla Albańczyków.
Po rewolucji młodotureckiej przeniósł się do rodziny do Strugi, gdzie mieszkańcy wybrali go swoim przedstawicielem w parlamencie, jednak Komitet Młodych Turków w Bitoli sprzeciwił się temu wyborowi; wkrótce Temo z rodziną przeniósł się do Stambułu. Wraz z Abdullahem Cevdetem założył dnia 6 lutego 1909 r. Osmańską Partię Demokratyczną, jednak następnego roku partia musiała zakończyć działalność.
W 1911 r. powrócił na krótki czas do Konstancy, by podczas I wojny bałkańskiej wrócić do Stambułu w ramach misji Rumuńskiego Czerwonego Krzyża. Został mianowany osmańskim ministrem zdrowia, podczas wojny walczył z powszechnie występującą malarią. Po powrocie do Konstancy założył drukarnię i zaczął wydawać w języku tureckim tygodnik Işik.
Podczas I wojny światowej był kapitanem w wojsku rumuńskim i stacjonował w Medgidii, a następnie kontrolował Turków internowanych na terenie Mołdawii.
Po zakończeniu wojny został mianowany delegatem na konferencji pokojowej w Paryżu, negocjował z premierem Serbii, Nikolą Pašiciem; nie osiągnięto jednak porozumienia w kwestii Albanii. Wrócił do Konstancy, gdzie wstąpił do Partii Ludowej. Z jego inicjatywy powstała w tym mieście medresa, w której kształcono tureckich nauczycieli szkół oraz duchownych; dzięki temu wzrosła liczba tureckich szkół.
W latach 1936–1940 pracował jako lekarz w Medgidii; ze względu na podeszły wiek i zły stan zdrowia przeszedł na emeryturę.
Zmarł w Konstancy dnia 5 sierpnia 1945 r. i zgodnie z jego życzeniem został pochowany z flagą Albanii.

## Pisma naukowe
- Aile Tabibi
- Kudus hastahgi, daükelb
- Tagaddi ve devami hayat[6]

## Książki
- Atatürkü niçin severim (1937)
- Itihad ve Teraki Cemiyetinim te sekkübü (1939)[4][6]

## Życie prywatne
Jego brat Nuri Sojlliu, był jednym z sygnatariuszy Albańskiej Deklaracji Niepodległości.